# Kiichi Yamazaki
Kiichi Yamazaki (japanisch 山﨑 希一 Yamazaki Kiichi; * 10. Oktober 2001 in der Präfektur Wakayama) ist ein japanischer Fußballspieler.

## Karriere
Kiichi Yamazaki erlernte das Fußballspielen in der Schulmannschaft der Kokoku High School sowie in der Universitätsmannschaft der Chūō-Universität. Seinen ersten Profivertrag unterschrieb er am 1. Februar 2024 bei Mito Hollyhock. Der Verein aus Mito spielt in der zweiten Liga, der J2 League. Sein Zweitligadebüt gab Kiichi Yamazaki am 24. Februar 2024 (1. Spieltag) im Heimspiel gegen den Iwaki FC. Bei dem 1:0-Erfolg wurde er in der 88. Minute für Riku Ochiai eingewechselt. In seiner ersten Profisaison bestritt er 16 Ligaspiele.